# Ooencyrtus fasciatus
Ooencyrtus fasciatus är en stekelart som först beskrevs av Mercet 1921.  Ooencyrtus fasciatus ingår i släktet Ooencyrtus och familjen sköldlussteklar. Inga underarter finns listade i Catalogue of Life.